# Kościół św. Bartłomieja Apostoła w Zbyszycach
Kościół świętego Bartłomieja Apostoła – rzymskokatolicki kościół parafialny należący do dekanatu Nowy Sącz Centrum diecezji tarnowskiej.

## Historia
Jest to świątynia wzniesiona na początku XV wieku i ufundowana przez Bartłomieja Kempińskiego. Konsekrowana została w 1447 roku przez kardynała Zbigniewa Oleśnickiego. W latach 1565–1596 była w posiadaniu arian. Po odzyskaniu przez katolików została rekoncyliowana około 1597 roku przez prepozyta tarnowskiego Krzysztofa Kazimierskiego, późniejszego biskupa kijowskiego (od 1598 roku). Budowla została odnowiona w XVIII wieku, w tym czasie również została zbudowana drewniana dzwonnica. W 2003 roku świątynia została uszkodzona przez pożar, który zniszczył dzwonnicę, dachy oraz strop nad nawą. 

## Architektura
Kościół reprezentuje styl gotycki, został wzniesiony z kamienia i jest otynkowany. Składa się z kwadratowej nawy i węższego prezbiterium, zamkniętego trójbocznie, przy którym od strony północy znajduje się niewielka zakrystia. Na zewnątrz ściany opięte są szkarpami i zwieńczone są drewnianym gzymsem profilowanym pochodzącym z XVIII wieku. Wnętrze  jest oświetlone przez ostrołukowe okna. Świątynia nakryta jest dachami dwuspadowymi, nad nawą jest umieszczona barokowa wieżyczka na sygnaturkę. Wnętrze prezbiterium jest nakryte gotyckim sklepieniem krzyżowo-żebrowym powstałym w XV wieku, posiadającym zworniki ozdobione kartuszami z herbami Niesobia, należącymi do fundatorów Kempińskich oraz wsporniki z tarczami herbowymi, głową ludzką i psem. Wnętrze nawy jest nakryte płaskim stropem, a wnętrze zakrystii jest nakryte zaostrzonym sklepieniem kolebkowym. Nawa od prezbiterium jest oddzielona tęczą ostrołukową. Przetrwały trzy portale w stylu gotyckim. Portal zachodni jest prostokątny, nad nim znajduje się tarcza z herbem Niesobia, portal północny posiada wykrój ostrołukowy i jest ozdobiony analogicznym herbem. Polichromia o charakterze figuralnym i ornamentalnym, w stylu neobarokowym pochodzi z 2. połowy XIX wieku, pod nią jest umieszczona odsłonięta fragmentarycznie polichromia w stylu renesansowym pochodząca z przełomu XVI i XVII wieku. Polichromia została częściowo zniszczona przez pożar w 2003 roku.

## Galeria

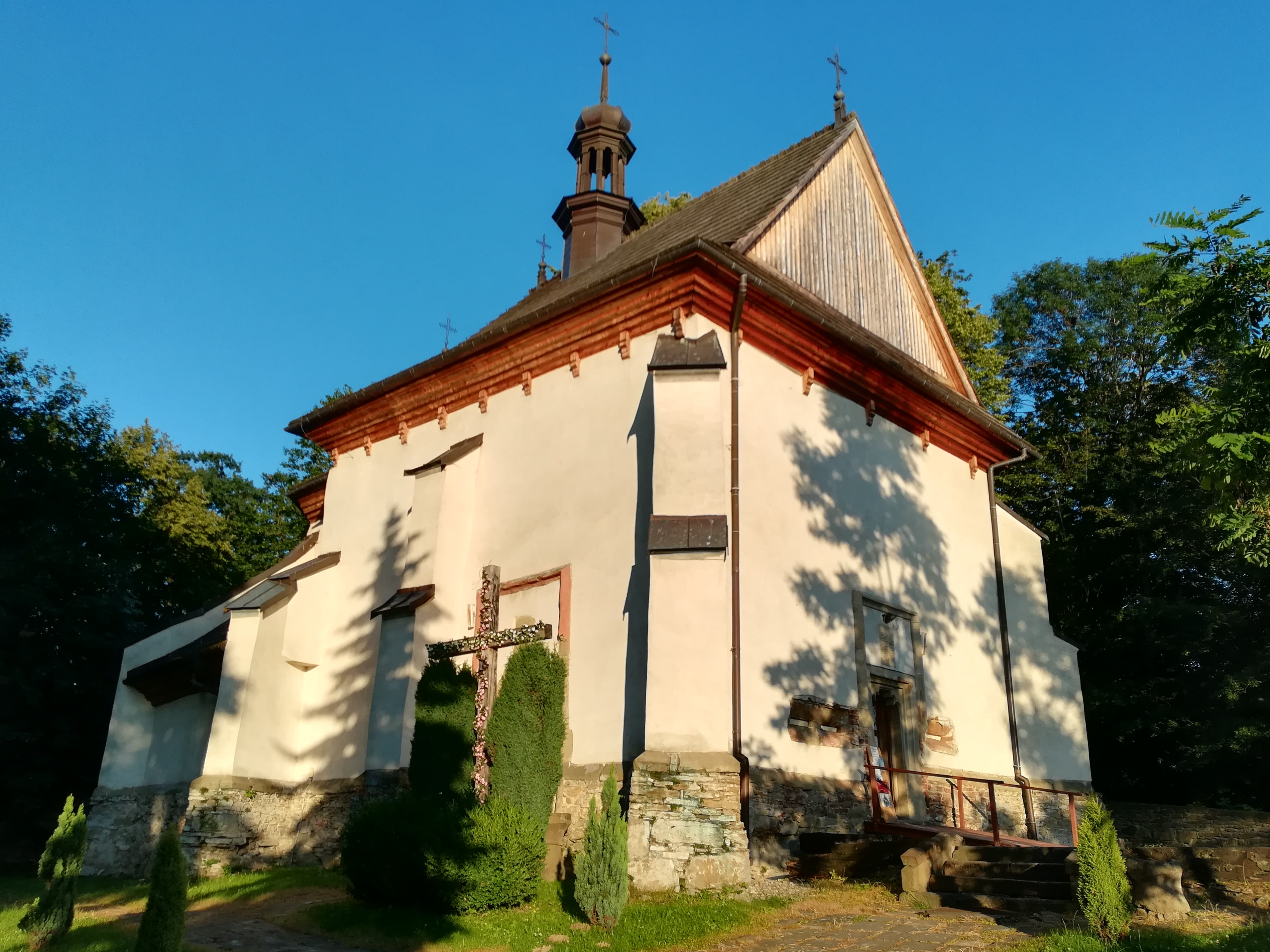
Widok ogólny
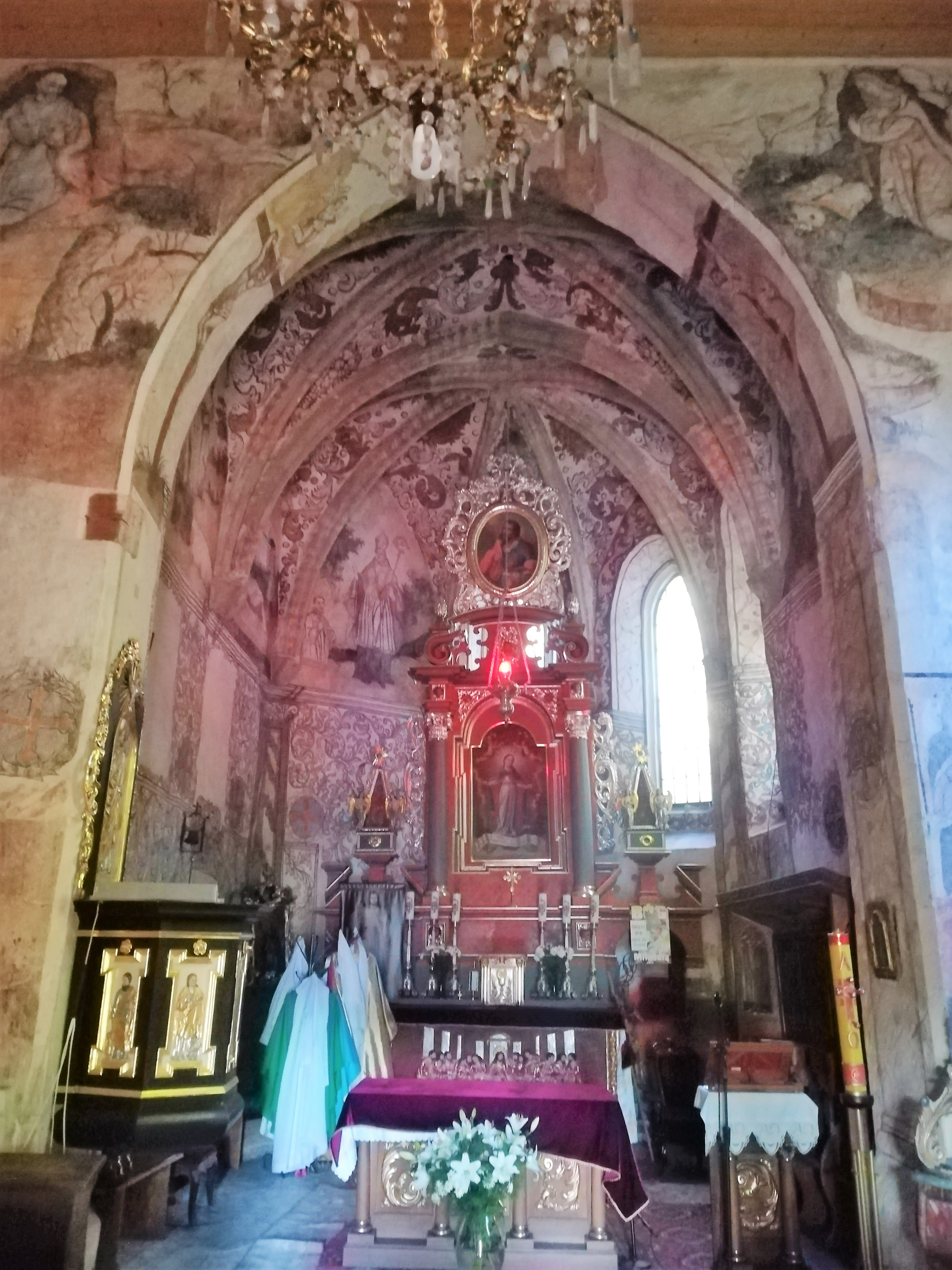
Wnętrze z ołtarzem
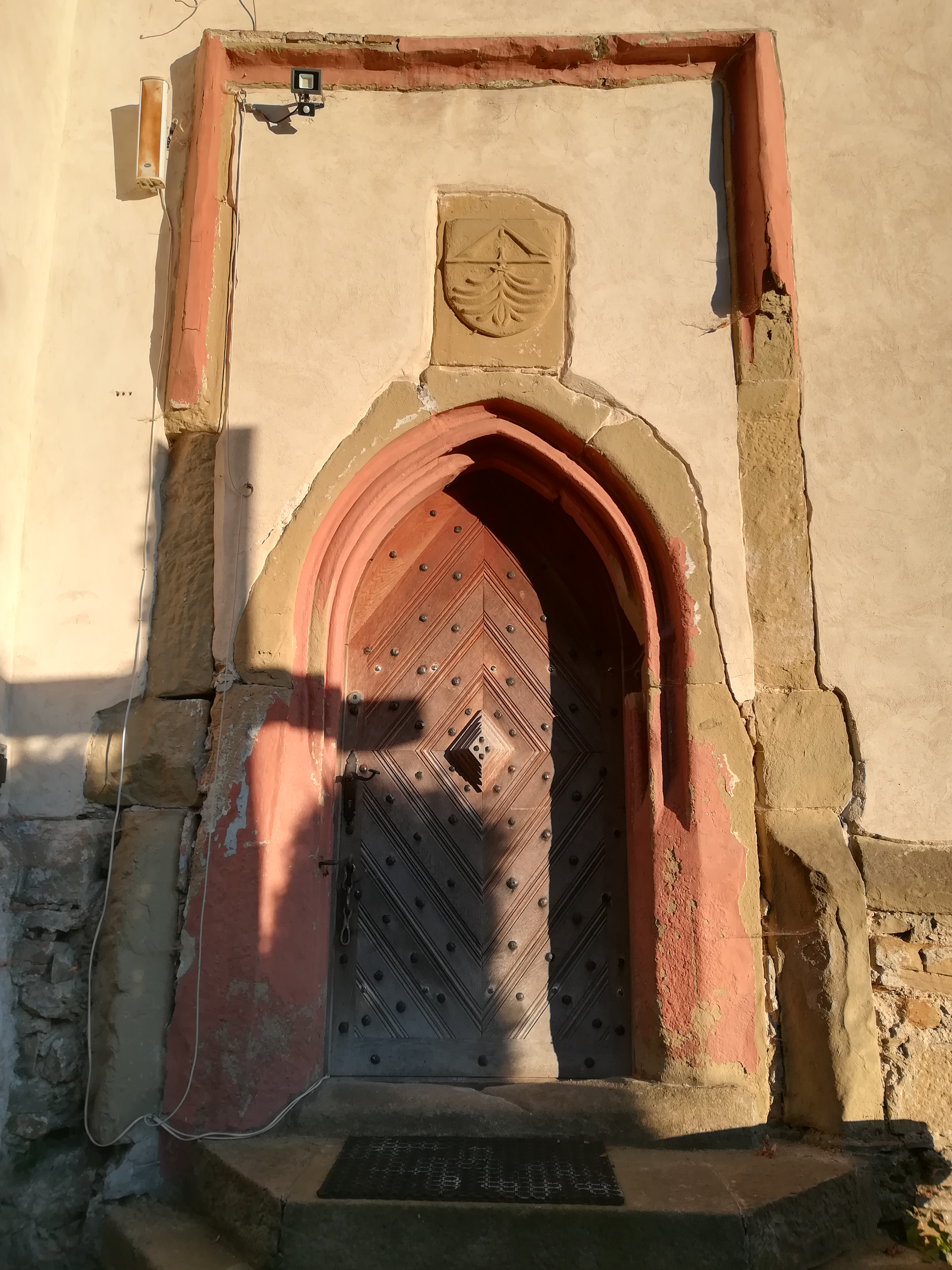
Jeden z portali
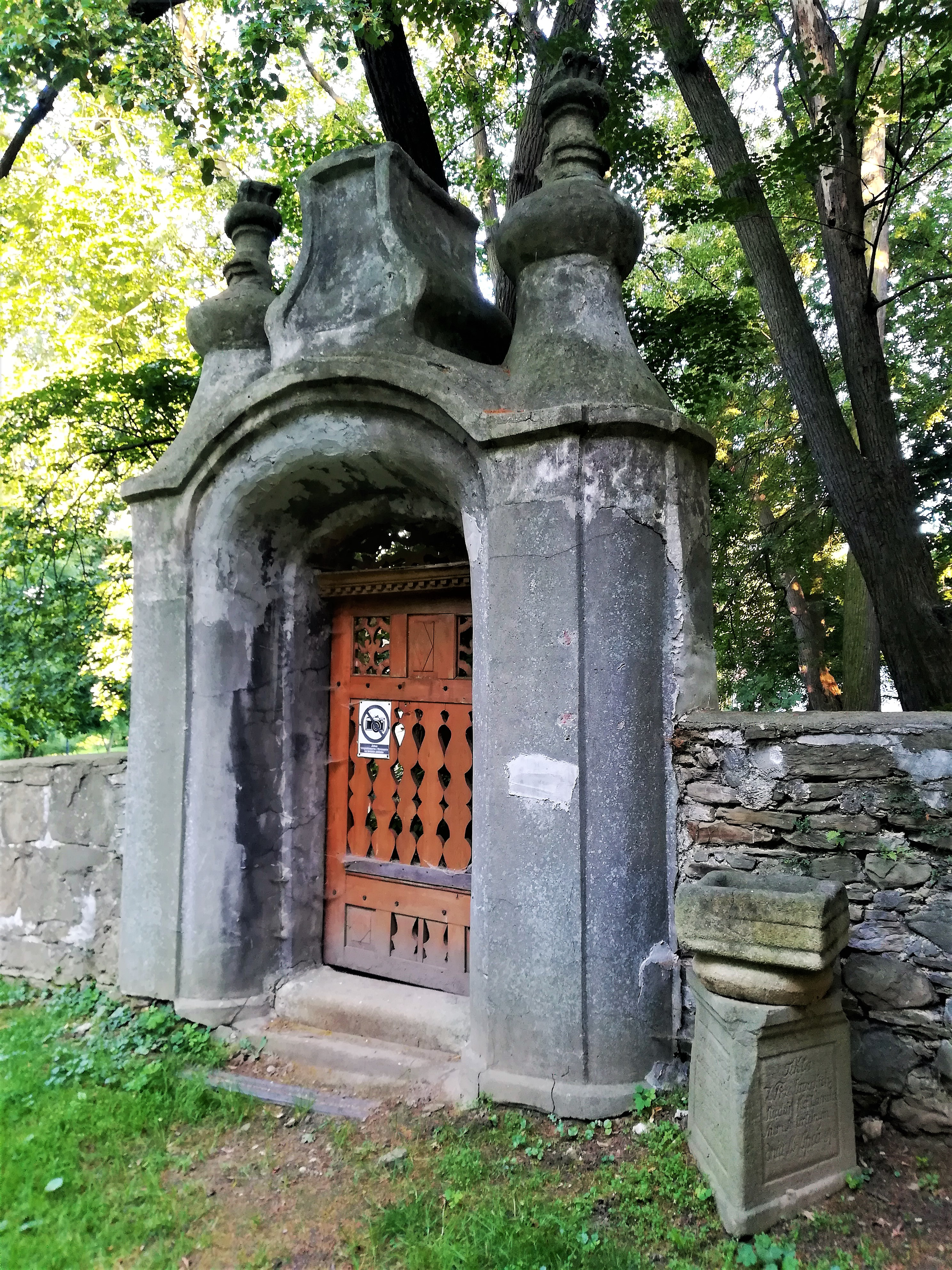
Brama wejściowa